# Aaata
Aaata és un gènere de coleòpters polífags de la família dels buprèstids.
Només hi ha una espècie en aquest gènere. Es troba al Balutxistan i és una de les espècies més grosses de la família Buprestidae, arribant als 7 cm de llargada.
- Aaata finchi (sin.= Julodis finchi Waterhouse, 1884)